# Girl Power (singolo)
Girl Power è il secondo singolo delle Cheetah Girls dall'album di debutto delle ragazze.
Presentato in anteprima dalla Disney il 19 agosto 2003, il singolo è uscito il 25 agosto 2003.
La canzone è stata scritta da Ray Charm e da Rawnna M. Barnes.

## Video musicale
Le Cheetah Girls non hanno fatto un video per il singolo perché la canzone è stata prelevata dal loro film Una canzone per le Cheetah Girls ed è stata usata per promuovere il film. Perciò il video della canzone è una clip del film dove le ragazze ballano, cantano ai produttori del CD e gli dimostrano chi sono le Cheetah Girls veramente.
È uscito il 25 agosto 2003 sul Disney Channel statunitense

## Tracce
1. Girl Power
2. Girl Power - Meow Mix

## Curiosità
- Questa canzone viene spesso confusa con il nome di Growl Power.